# Karl Theodor Gravenhorst

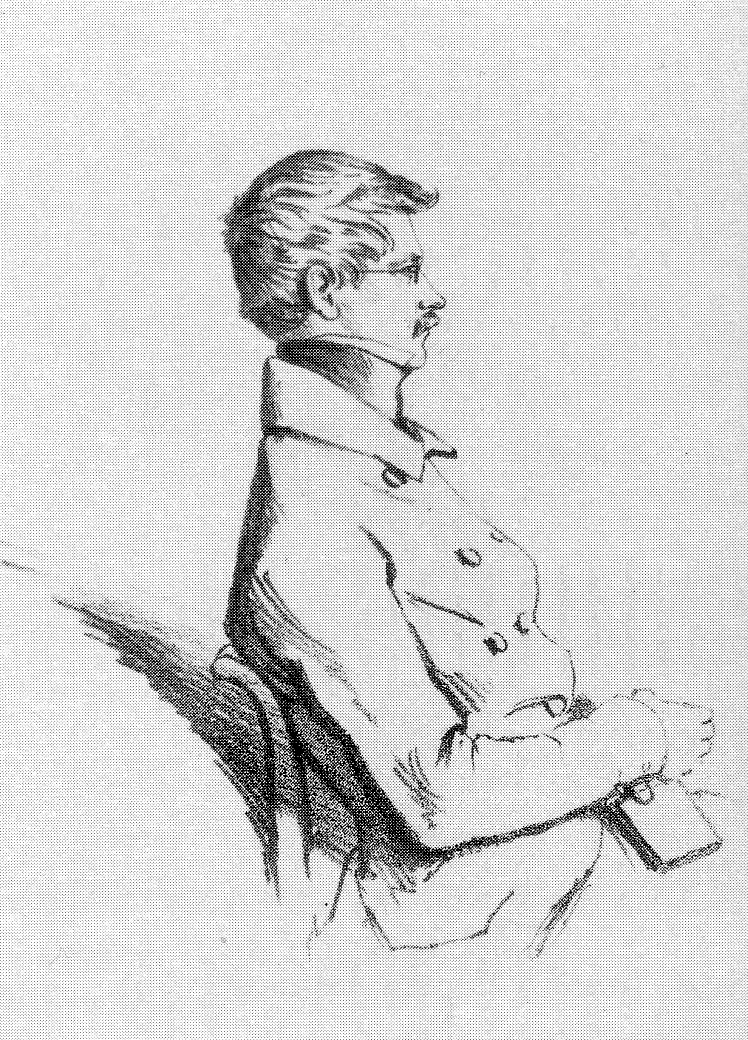
Karl Theodor Gravenhorst

Karl Theodor Gravenhorst (auch Carl) (* 1. November 1810 in Braunschweig; † 28. Januar 1886 ebenda) war ein deutscher Altphilologe, Lehrer und Übersetzer sowie Abgeordneter der Frankfurter Nationalversammlung.

## Biografie
Als Sohn eines höheren Beamten besuchte Gravenhorst das Katharineum und das Collegium Carolinum in Braunschweig. Ab 1830 studierte er Alte Sprachen und Geschichte an den Universitäten  Leipzig, Göttingen und Bonn. Anschließend wurde er Lehrer bzw. Direktor an Gymnasien in Lüneburg, Göttingen, Hildesheim, Bremen und Braunschweig.
Vom 11. September 1848 bis zum 30. Mai 1849 war Gravenhorst Abgeordneter für Harburg in der Frankfurter Nationalversammlung und ein sehr aktiver Linksliberaler in der Westendhall-Fraktion, was ihm in Lüneburg Probleme einbrachte, die er 1849 durch eine Versetzung nach Hildesheim löste. Ab 1857 arbeitete er in Bremen als Direktor der Gelehrtenschule und als Berater bei der Schulreform für den Bremer Senat. 1866 wurde er nach Braunschweig berufen, um dort die Stelle des Direktors des Martino-Katharineums anzutreten, welche er bis 1881 bekleidete. Daneben arbeitete Gravenhorst auch noch als Oberschulrat bei der Schulaufsicht.
Gravenhorst war vielseitig, tolerant und entgegenkommend und hatte so großen Einfluss auf Schüler und Kollegen. Er stellte zwar hohe Anforderungen, ließ jedoch gleichzeitig Spielraum zur individuellen Entfaltung. Nebenbei übertrug er griechische Tragödien und die Odyssee in zeitgemäßes Deutsch.

## Schriften (Auswahl)
- Sophocles: Oedipus in Kolonos. (In modernen versmassen für deutsche leser bearbeitet) Rümpler, Hannover 1853, OCLC 84026710.
- Klytaemnestra: eine Tragödie in fünf Aufzügen. Hildesheim 1856, OCLC 820467568.
- Pindar's Siegsgesang auf Arkesilas, König von Kyrene. Übers. Gravenhorst, Carl Theodor ( In Programm der Hauptschule zu Bremen : veröffentlicht ...) 1862 Digitalisat
- (Ausführliche) Nachrichten über das Martino-Katharineum. Meyer, Braunschweig 1867, OCLC 761479222.
- Schule und Haus. (Programm des Gymnasiums Martino-Catharineum). Meyer, Braunschweig 1875, OCLC 495255050